# Vishaps
Vishaps var i armenisk mytologi ursprungligen andeväsen som tillbads i en religion i kungariket Urartu, men är mer kända som trickstergestalter i armenisk folklore.